# 算法作曲
算法作曲（英語：Algorithmic Composition），亦稱自動作曲，是指使用演算法或明確的形式化規則來創作音樂的技術與實踐。在此過程中，一個由人類設計或由機器學習生成的程序，會有意地參與音樂的創作決策。這個過程如同撰寫一份音樂食譜，將音樂創作中模糊的、直覺性的部分，轉化為一系列邏輯清晰、可執行的指令。
算法作曲的動機之一，是為了擺脫人類創作時的慣性，探索超越直覺與習慣的全新音樂可能性。其應用範圍涵蓋了從輔助人類作曲家的工具，到能夠完全自主生成音樂作品的系統，展現了藝術與科學的深度融合。

## 歷史發展
算法作曲的概念遠早於電子計算機的出現，其歷史可追溯至數個世紀前。

### 早期探索
在西方音樂史上，使用規則和機率來創作音樂的早期著名例子是音樂骰子遊戲（英語：Musical Dice Game / Musikalisches Würfelspiel）。這類遊戲在18世紀的歐洲頗為流行，其中最知名的據信與莫札特有關。該遊戲預先創作了數百個（例如272個）音樂小節，創作者透過擲骰子來隨機選取並組合這些片段，最終自動生成一首結構完整的華爾茲或舞曲。這體現了透過隨機過程與規則組合來生成音樂的核心思想。

### 電腦時代的黎明
隨著電子計算機的誕生，算法作曲進入了新的紀元。
- 《伊利亞克組曲》（英語：Illiac Suite）：1957年，化學家萊哈倫·希勒（Lejaren Hiller）與 Leonard Isaacson 使用伊利亞克一號（ILLIAC I）計算機創作了這部弦樂四重奏，它被公認為第一部完全由計算機創作的音樂作品。其創作過程主要基於馬可夫鏈（Markov Chain）模型來生成具有特定風格的音符序列。[2]
- 隨機音樂的開拓：希臘裔法籍作曲家兼建築師揚尼斯·澤納基斯（Iannis Xenakis）是將數學思想引入音樂創作的關鍵人物。與當時序列主義音樂家（如皮耶·布萊茲）追求對音樂各個層面進行極致入微的控制不同，澤納基斯認為這種做法過於僵化。他反其道而行，擁抱不確定性與機率論，將卜瓦松分佈、高斯分佈等統計學模型應用於音高、節奏與音色的控制，創作出如《Pithoprakta》（1955-56）等充滿原始力量與宏觀結構美感的作品。

### 人工智慧與規則系統
到了20世紀後期，研究者開始嘗試使用人工智慧中的知識庫系統（Knowledge-based System）來模擬特定音樂風格。最具代表性的是美國音樂教授大衛·科 Cope（David Cope）開發的EMI（英語：Experiments in Musical Intelligence）系統。EMI能夠分析現有作曲家（如巴赫、蕭邦）的作品，從中提取獨特的音樂語彙與規則，並利用這些規則生成具有該作曲家風格的新作品，其成果在當時引起了廣泛的關注與爭議。

### 當代與深度學習
進入21世紀，隨著機器學習與深度學習的飛速發展，算法作曲的能力達到了新的高度。
- 神經網路模型：循環神經網路（RNN）及其變體如LSTM，因其處理序列數據的能力，被廣泛用於旋律和和聲的生成。近年來，Transformer架構因其捕捉長距離依賴關係的優勢，在生成結構更複雜、更長篇的音樂上展現出巨大潛力。
- 代表性專案與商業應用：
  - Google旗下的Magenta計畫，開發了多種基於TensorFlow的開源音樂與藝術生成模型。
  - OpenAI開發的Jukebox模型，能夠生成包含人聲、多種樂器且具有特定風格的原始音訊（raw audio），而非僅是MIDI等符號數據。
  - 商業平台如 AIVA、Amper Music 等，已能為影視、遊戲或廣告快速提供客製化的背景音樂。
- 現場編碼（英語：Live Coding）：一種新興的表演藝術形式，表演者在舞台上即時編寫與修改程式碼來生成音樂與視覺藝術，將算法創作的過程本身作為表演的核心。

## 主要方法與模型
算法作曲的方法多種多樣，以下列舉幾種主要的技術模型。

### 數學與機率模型
- 隨機過程（Stochastic Processes）：以馬可夫鏈為代表，透過分析現有音樂建立一個機率矩陣，描述一個音符或和弦進行到下一個的機率。系統基於此機率模型進行「隨機漫步」（Random Walk），生成新的旋律。
- 碎形與自然模型：
  - L系統（L-System）：源於模擬植物（如藻類）生長過程的生物學模型。它從一個簡單的「公理」（如單個音符）開始，透過迭代應用一組生成規則，發展出具有自相似性的複雜樹狀音樂結構。
  - 細胞自動機（Cellular Automata）：在一個網格中，每個細胞的狀態根據其鄰近細胞的規則進行演化。例如在著名的「康威生命遊戲」中，簡單的生存與死亡規則就能湧現出極其複雜的宏觀模式，這種特性可用於生成音樂的織體（texture）與動態演化。

### 基於規則與文法的系統
- 知識庫系統：如前述的EMI，系統內建一套關於特定音樂風格的「專家知識」（例如，在巴赫風格的聖詠中，哪些和聲進行是被允許的），並根據這些規則進行創作。
- 生成文法（Generative Grammars）：借鑒杭士基的形式文法理論，將音樂結構類比為語言的句法結構，透過語法規則來確保生成音樂的合邏輯性。

### 機器學習模型
機器學習方法不依賴人類明確設定的規則，而是讓模型從大量的音樂數據中自動學習其內在模式。其生成內容可分為兩類：
- 符號數據生成（Symbolic Generation）：生成如 MIDI 格式的樂譜數據，其中包含音高、時長、力度等資訊，但不包含真實的音色。
- 音訊數據生成（Audio Generation）：直接生成如 WAV 格式的原始音訊波形，這種方式可以創造出獨特的、全新的音色，技術挑戰性也更高。

## 應用與影響
算法作曲的應用日益廣泛，其主要影響可歸納為以下幾個面向：
- 輔助創作與靈感啟發：為作曲家提供創作動機，克服「靈感枯竭」的困境，或自動生成旋律、和聲與節奏的草稿，作為創作的起點。
- 功能性音樂的自動生成：為電影、電視劇、電子遊戲、廣告等需要大量配樂的媒體，快速生成符合特定情境與情感需求的背景音樂，大幅降低了製作成本與時間。
- 風格模擬與音樂分析：透過模仿特定作曲家的風格，不僅能創作音樂，更能作為一種分析工具，逆向工程般地解構該風格的內在規律。
- 開拓音樂的未知邊界：作為實驗音樂與當代藝術的一部分，算法作曲家利用程式碼探索人類作曲家因生理或思維限制而難以觸及的複雜結構與音響，拓展了音樂藝術的疆域。